# Stilobezzia natalensis
Stilobezzia natalensis är en tvåvingeart som beskrevs av Meillon 1939. Stilobezzia natalensis ingår i släktet Stilobezzia och familjen svidknott. Inga underarter finns listade i Catalogue of Life.